# Академический русский театр имени Е. Вахтангова

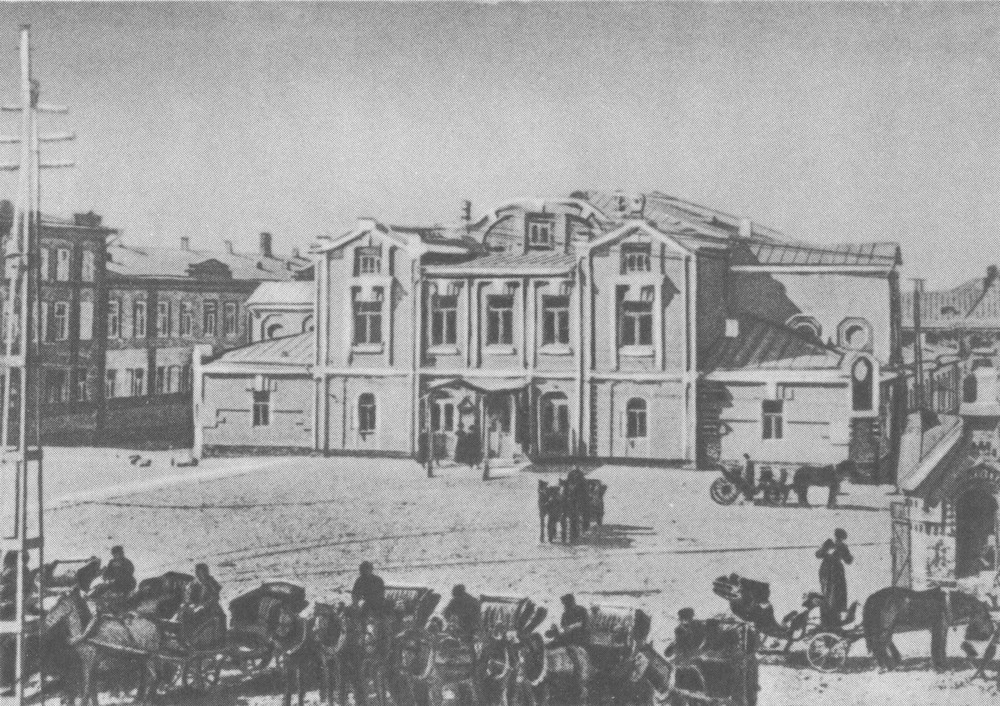
Театр в 1900 году

Госуда́рственный о́рдена Трудово́го Кра́сного Зна́мени академи́ческий ру́сский теа́тр имени Евге́ния Вахта́нгова — драматический театр во Владикавказе. Старейший драматический театр на Северном Кавказе. Основан в 1869 году. Располагается в центре Владикавказа по адресу: площадь Ленина, д. 3.
Художественный руководитель с 1992 года — народный артист РФ Владимир Иванович Уваров.

## История театра
Театр открылся 15 апреля 1871 года премьерой спектакля «Маскарад» М. Ю. Лермонтова.
С театром связаны имена известных режиссёров, актёров, художников и драматургов. Так, свои первые первые пьесы, здесь писал и ставил Михаил Афанасьевич Булгаков, служа в театре заведующим литературным отделом. Свои первые постановки осуществлял Евгений Багратионович Вахтангов, оформлял свои первые спектакли художник, поэт, основоположник осетинского литературного языка Коста Леванович Хетагуров. В театре неоднократно выступали такие выдающиеся актёры и театральные деятели, как Мариус Петипа, Николай Рыбаков, Александр Сумбатов-Южин, братья Адельгейм, Мария Савина, Павел Орленев, Константин Варламов, Владимир Давыдов.
В 1912 году в театре впервые была поставлена осетинская пьеса — «Дети гор» Дмитрия Кусова. Одну из ролей исполнял Евгений Вахтангов.
В 1996 году театру присвоено имя Евгения Вахтангова и звание «академический».

## Здание
Здание театра было построено в 1869—1871 годах по проекту архитекторов С. И. Уилтона, В. И. Грозмани и В. Русаковского, и является памятником архитектуры Федерального значения. Театр имеет две сцены: малую и большую. В большом зале около 800 мест. Так как до революции большинство театров не делились на драматические и музыкальные, сцена была рассчитана и на оперно-балетные спектакли, поэтому на ней имелась мобильная оркестровая яма. Также зрительный зал отличается своей уникальной акустикой.

## Награды
- Орден Трудового Красного Знамени
- Лауреат фестиваля «Русская комедия» в Ростове-на-Дону (спектакль «Как казачки проучили казаков») по М. Шолохову
- Приз — «За лучшее художественное воплощение темы», 1999.
- Лауреат фестиваля «Островский в доме Островского» в Москве в 2000 г. («Василиса Мелентьева» А. Островского, и в 2008 г. «Банкрот» А. Островского).

## Репертуар[6]
- А. Н. Островский «Невольницы»
- А. Н. Островский «Банкрот»
- Ю. Ломовцев «Танец семи покрывал»
- М. Булгаков «Танго на закате»
- М. Камолетти «Ох, уж эта Анна!»
- Дж. Патрик «Дорогая Памела»
- Р. Куни «Слишком женатый таксист»
- Ю. Поляков «Халам-бунду или Заложники любви»
- Л. Каннингем «Прекрасные тела»
- М. Ладо «Очень простая история»
- А. Чхаидзе «В ночь перед выпуском» (для старшеклассников)
- Э. Рислакки «Безобразная Эльза»
- Т. Уильямс «Стеклянный зверинец»
- А. Николаи «Немного нежности»
- Л. Герш «Эти свободные бабочки»
- Ж.-П. Сартр «За закрытыми дверями» — малая сцена
- А. Володин «Пять вечеров»
- Д. Чодоров «Сосед и соседка»
- Ю. Поляков «Одноклассница»
- К. Хетагуров «Дуня»
- В. Славкин «Вокруг света на такси» — малая сцена.

Детские спектакли:
- Г. Соколова «Царевна-лягушка»
- Г. Корнелисон «Волшебные чудеса феи»
- С. Маршак «Терем-теремок»
- В. Лифшиц, И. Кичанова «Таинственный гиппопотам»
- М. Бартенев «Снегурушка»
- В. Крестовский «Волшебная роза»
- В. Илюхов «Как Настенька чуть кикиморой не стала»
- С. Михалков «Три поросёнка»
- Илюхов «Молодильные яблоки»

## Труппа[7]
Народные артисты России
- Владимир Уваров — художественный руководитель — директор
- Валерия Хугаева (1927—2025)
- Вячеслав Вершинин

Заслуженные артисты России:
- Николай Поляков (1940—2022)
- Александра Турик
- Наталья Серёгина
- Элина Дударенко
- Наталья Елпатова

Народные артисты Республики Северная Осетия — Алания:
- Владимир Карпов
- Юрий Хафизов
- Анжелика Тер-Давидянц
- Антон Тогоев
- Алан Цаллаев
- Роберт Кисиев

Заслуженные артисты Республики Северная Осетия — Алания:
- Мария Федорович
- Алена Бондаренко
- Эльмира Бестаева
- Зоя Бестаева
- Элина Захарова
- Людмила Бритаева
- Анжелика Круглова
- Залина Колиева
- Роман Беляев
- Никита Верзилин
- Григорий Кубошов
- Алан Тогоев

Артисты театра:
- Елена Горячева
- Ангелина Ишкова
- Лолита Кокоева
- Станислав Кибилов
- Константин Мойса
- Николаус Мавроматидис
- Давид Бязров
- Анастасия Романова
- Марина Пагаева

## Галерея

Мемориальная доска с историческими сведениями
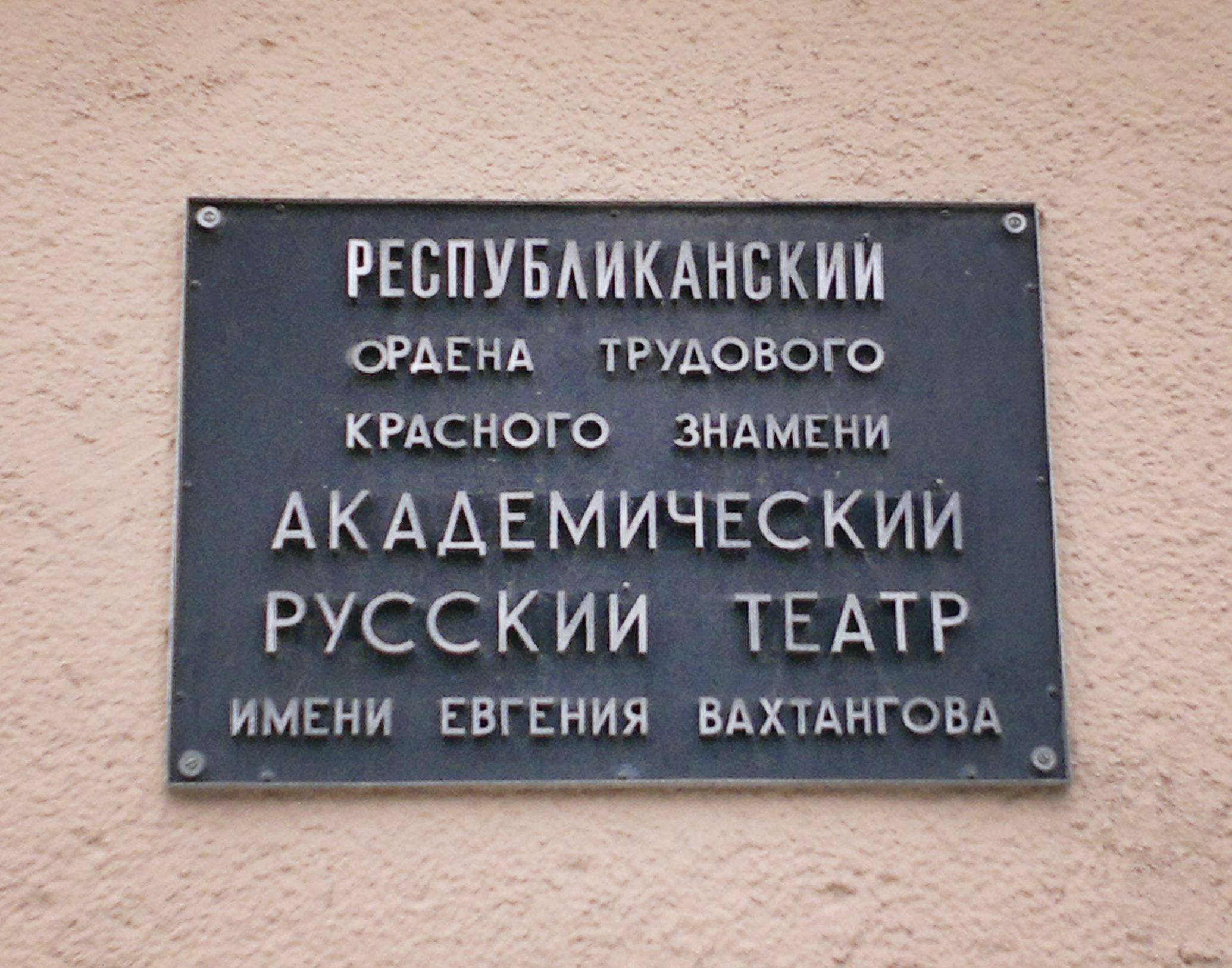